# Pezoporikos Larnaca
Pezoporikos Larnaca foi uma equipe cipriota de futebol com sede em Larnaca. Disputava a primeira divisão da Chipre (Campeonato Cipriota de Futebol).
Seus jogos foram mandados no GSZ Stadium, que possui capacidade para 13.032 espectadores.

## História
O Pezoporikos Larnaca foi fundado em 1927.